# مذبح کفرمارکت

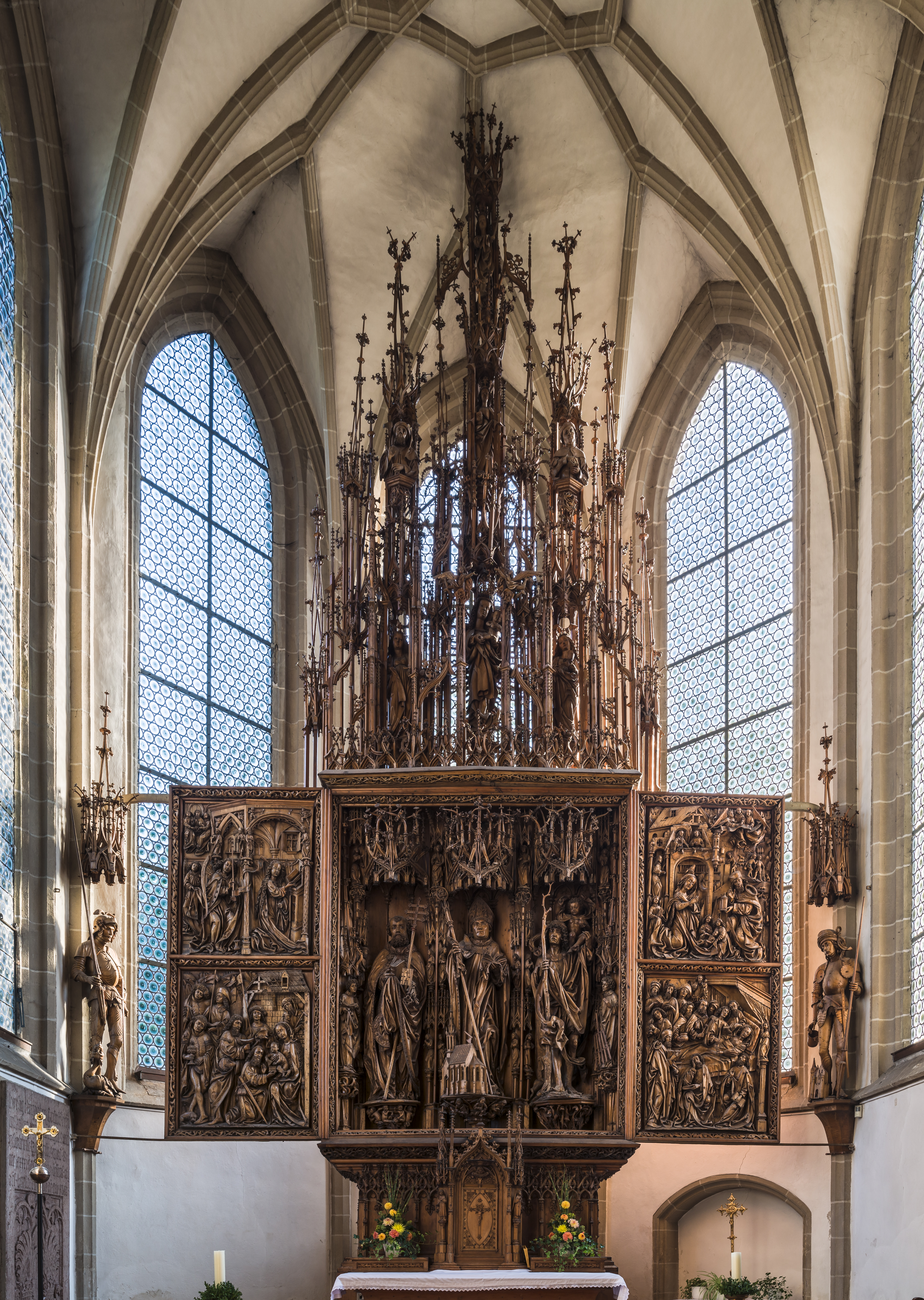
مذبح کفرمارکت

مذبح کفرمارکت (بالألمانية: Kefermarkter Flügelaltar) هو مذبح على الطراز القوطي المتأخر في كنيسة الرعية في کفرمارکت، النمسا العليا. تم تكليفه من قبل الفارس كريستوف فون زيلكينج ويقدر أنه تم الانتهاء منه في عام 1497. يصور المذبح الخشبي الغني بالزخارف القديسين بيتر وولفغانغ وكريستوفر في قسمه المركزي. تصور الألواح الجانبية مشاهد من حياة مريم، كما أن للمذبح بنية فوقية معقدة وشخصيتان جانبيتان تظهران القديسين جورج وفلوريان. هوية صانعها غير معروفة، ولكن يبدو أن اثنين على الأقل من النحاتين المهرة قد صنعوا التماثيل الرئيسية للمذبح. على مر القرون، تم تغيير المذبح وفقد الطلاء الأصلي والتذهيب. تم إجراء ترميم كبير في القرن التاسع عشر تحت قيادة الكاتب أدالبرت شتيفتر. وُصِف المذبح بأنه «أحد أعظم الإنجازات في فن النحت في أواخر العصور الوسطى في المنطقة الناطقة بالألمانية».

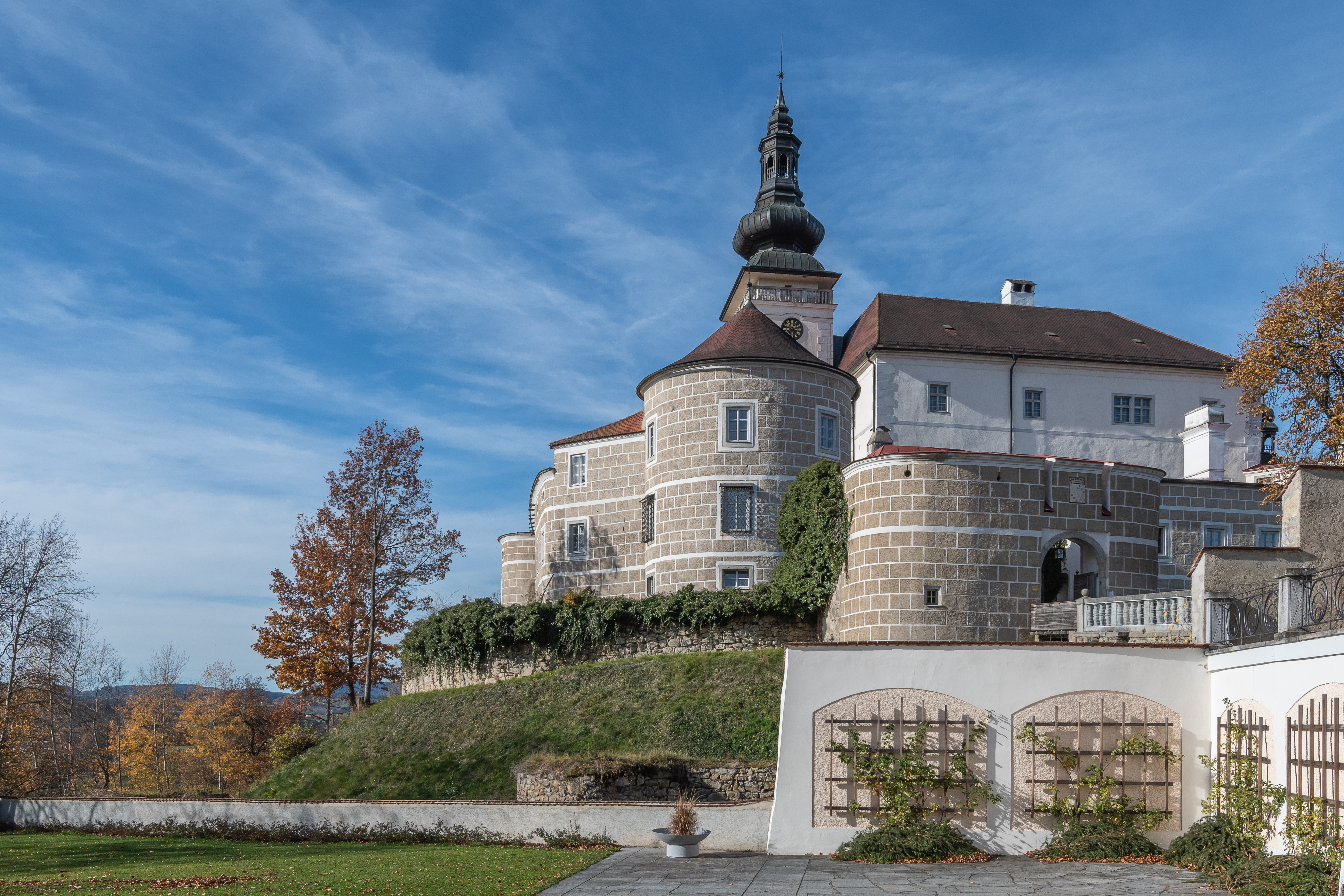
قلعة واينبرغ(Österreich)، في ضواحي کفرمارکت، كان مقر إقامة كريستوف فون زلكينج الذي أمر بإنشاء المذبح.

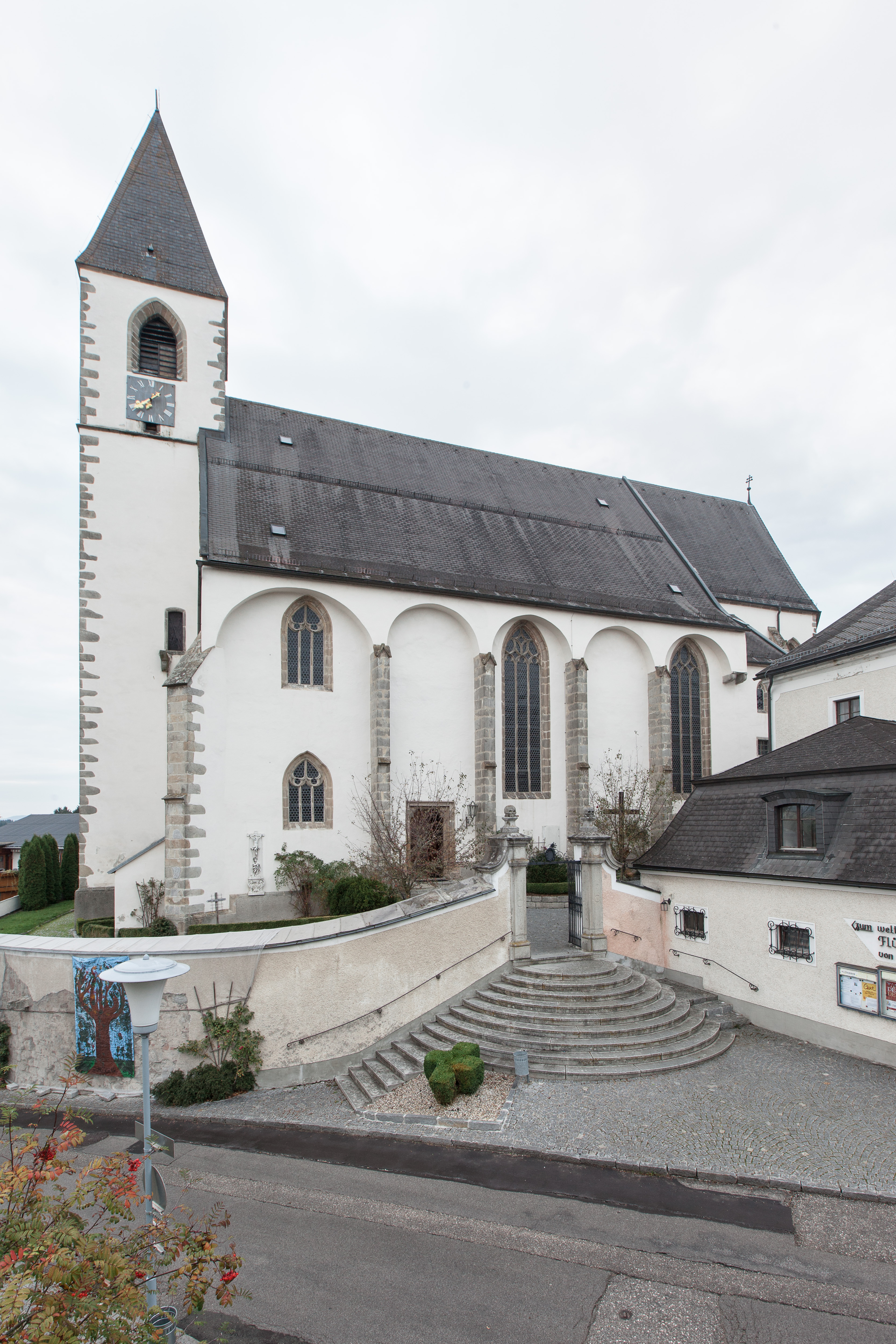
الكنيسة في كفرماركت حيث يقع المذبح.

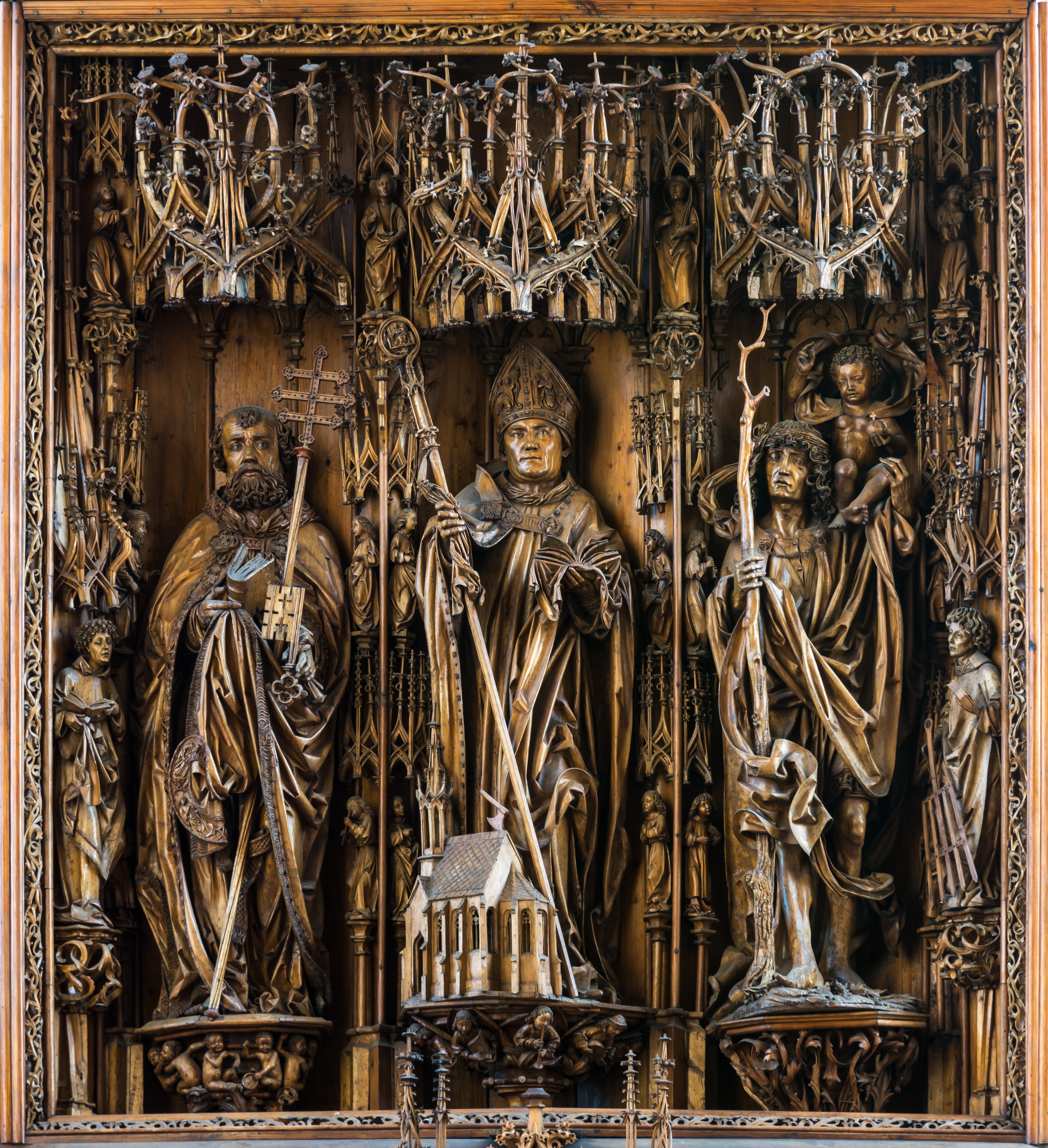
القسم المركزي من المذبح

## عمولة وإنشاء
كلف كريستوف فون زيلكينج، رب شلوس واينبرغ المجاور ومستشار الإمبراطور فريدريك الثالث، ببناء كنيسة جديدة لكفرماركت بين عامي 1470 و 1476. في وصيته الأخيرة ووصيته من عام 1490، قدم المال لدفع، على أقساط، لمذبح مخصص للقديس ولفجانج أيضًا بعد وفاته. عندما كُتبت الوصية، يجب أن يكون المذبح قد تم تكليفه بالفعل، وربما بدأ العمل عليه بالفعل. في العام التالي، توفي كريستوف فون زلكينج ودُفن في جوقة الكنيسة.

ألواح الجناح
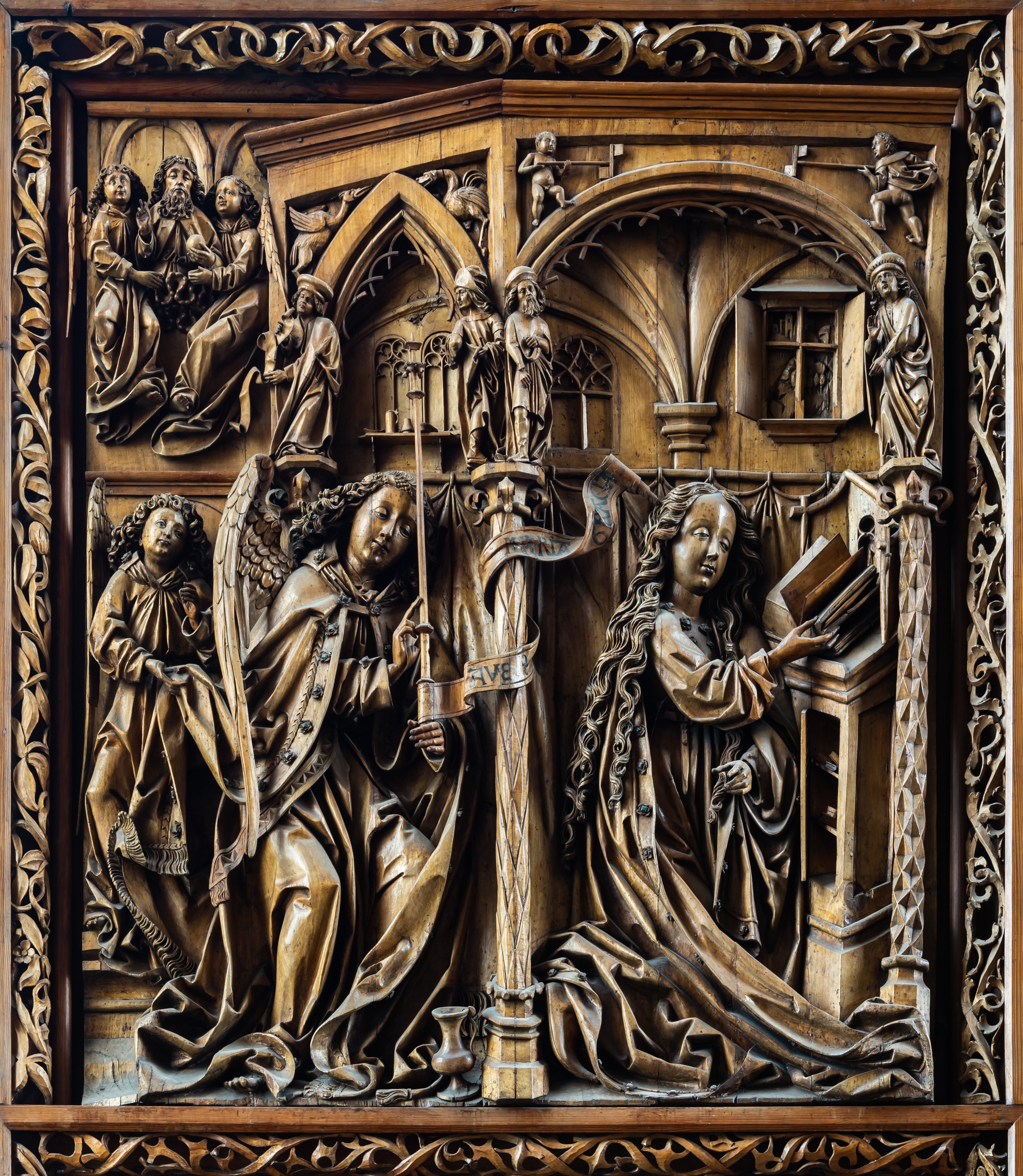
البشارة، اللوحة العلوية للجناح الأيمن
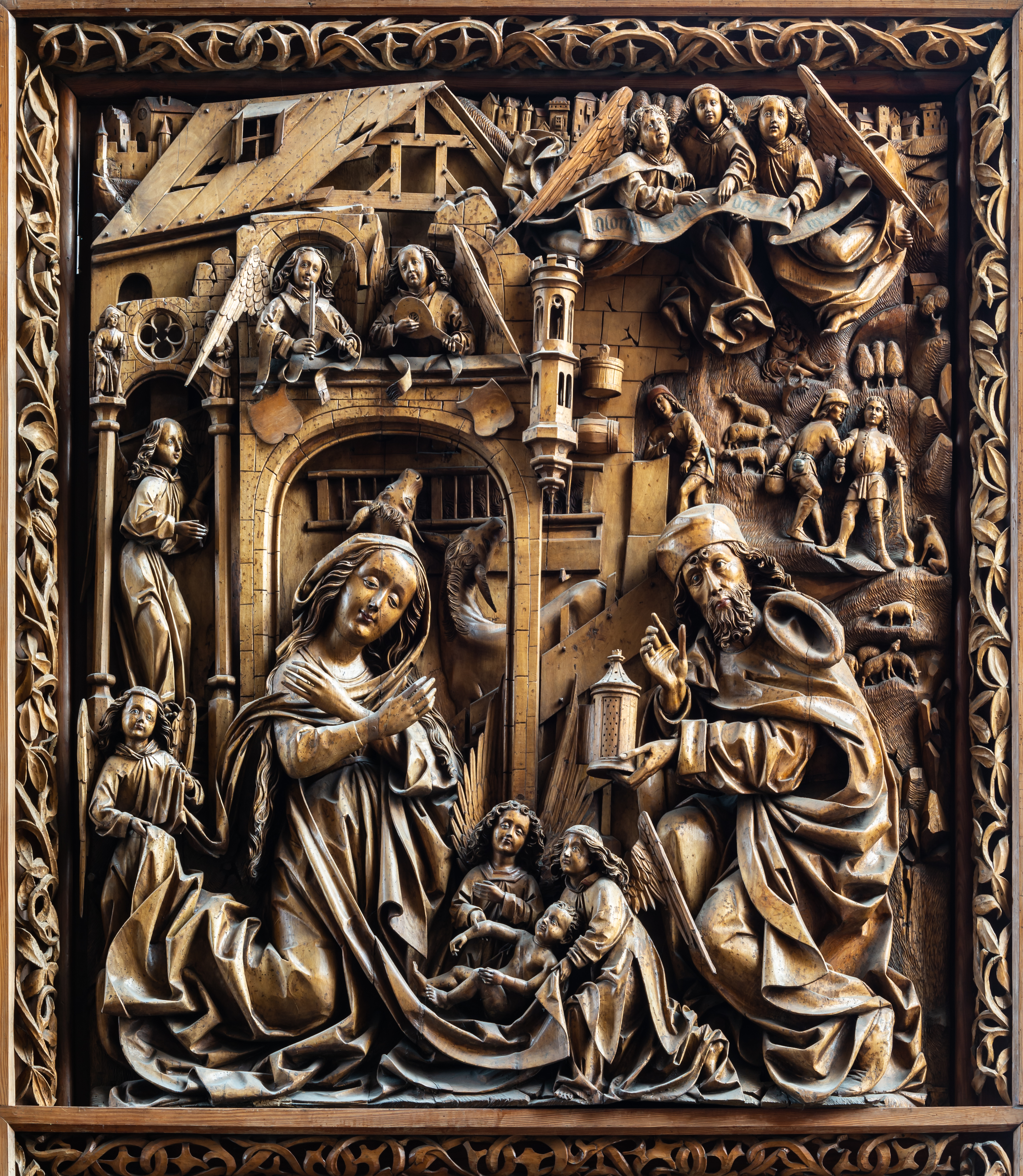
ولادة المسيح، اللوحة العلوية للجناح الأيسر
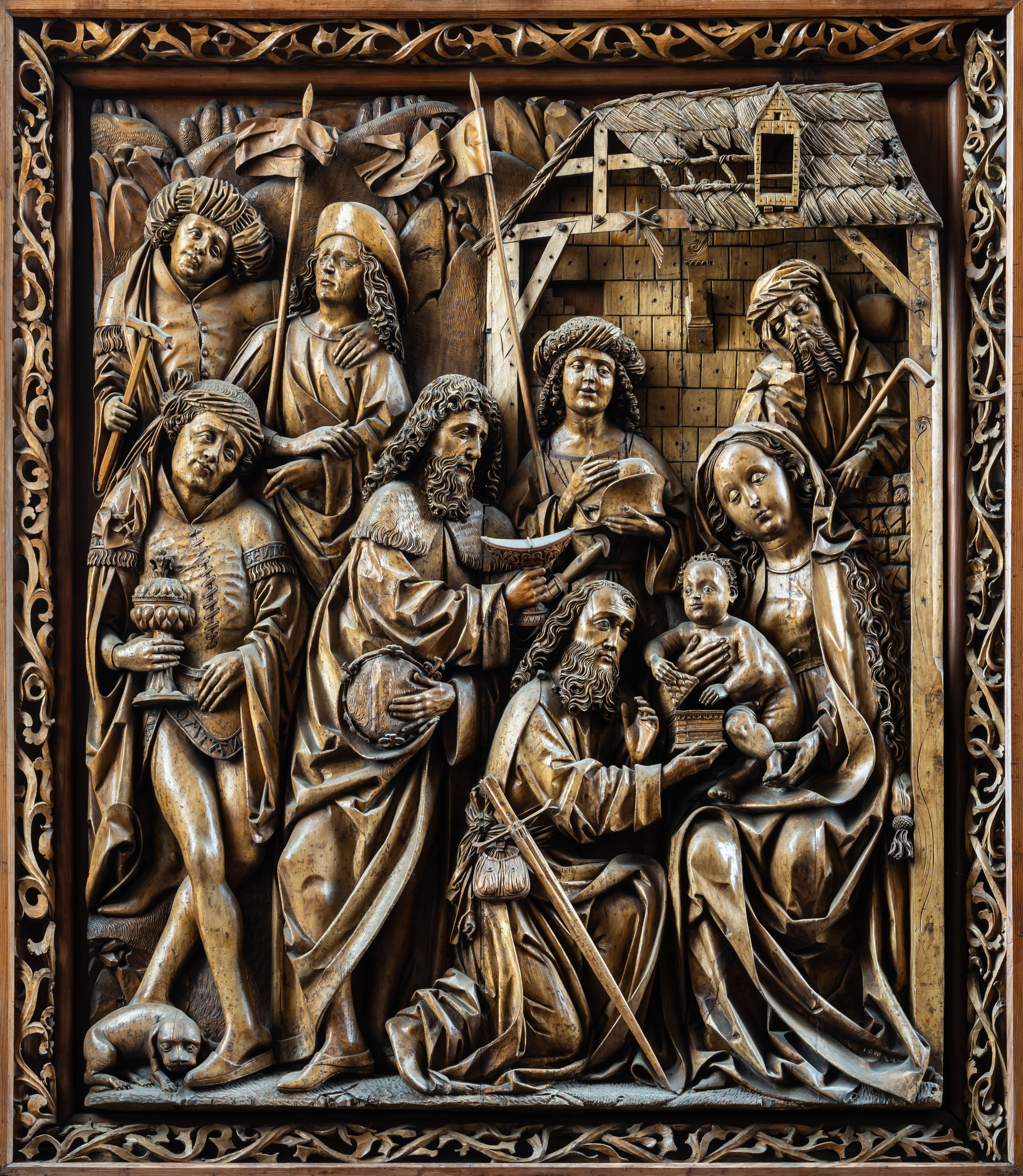
العشق من المجوس، الجزء السفلي من الجناح الأيمن
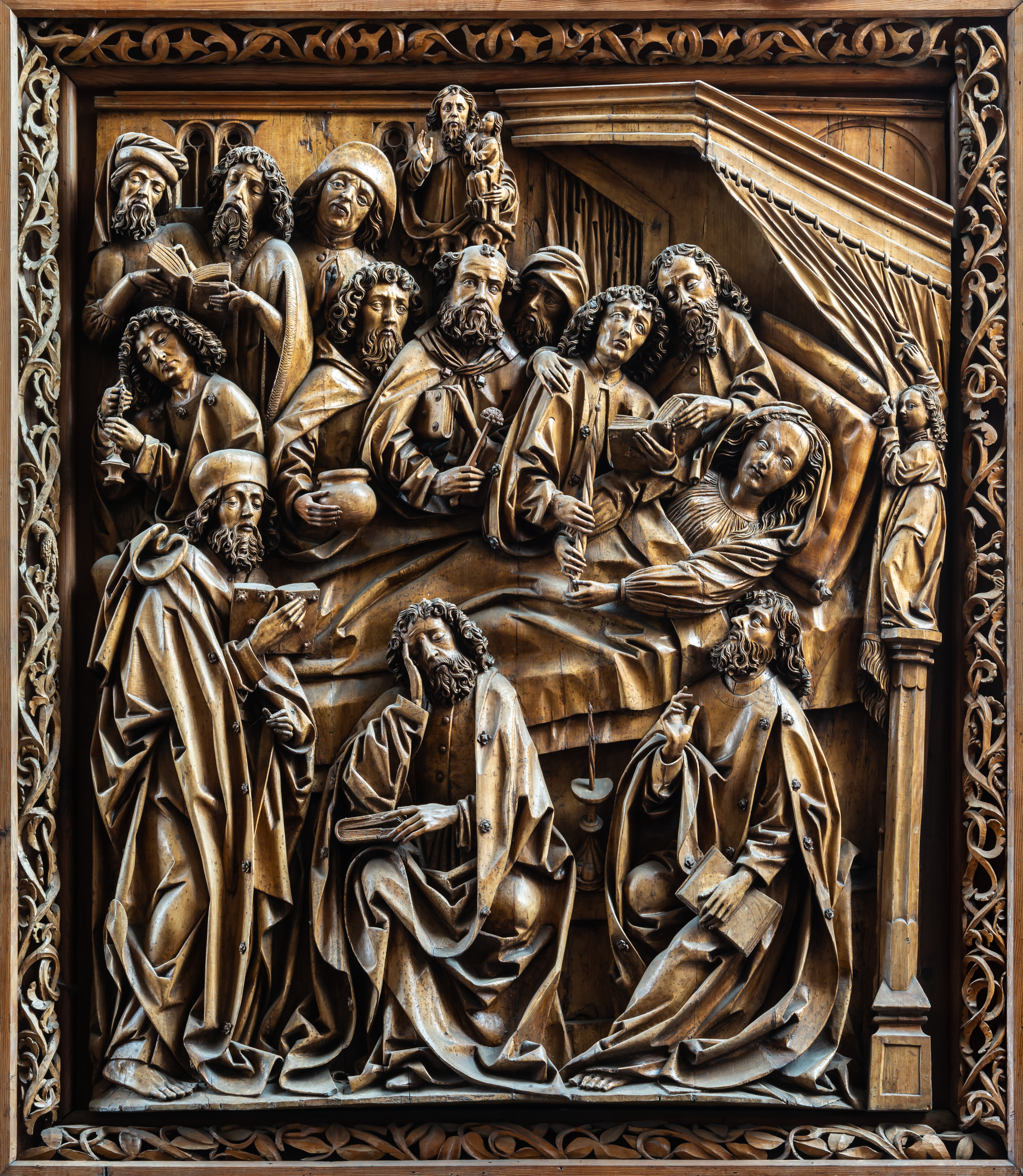
موت مريم، اللوحة السفلية للجناح الأيسر

## وصلات خارجية
- أبرشية كفرماركت نسخة محفوظة 12 يونيو 2012 على موقع واي باك مشين.